# Kleče pri Dolu
Kleče pri Dolu – wieś w Słowenii, w gminie Dol pri Ljubljani. W 2018 roku liczyła 122 mieszkańców.